# Ancora galleggiante

Un'ancora galleggiante

Un'ancora galleggiante è un dispositivo trainato da una lunga fune legata alla poppa di una barca. L'ancora galleggiante viene utilizzata per rallentare la barca durante una tempesta e per evitare che lo scafo si sposti lateralmente rispetto alle onde. Una volta disposta l'ancora galleggiante, la barca dovrebbe evitare di accelerare eccessivamente scendendo il pendio di un'onda e nello schianto contro quella successiva, nonché evitare qualsiasi cambiamento di direzione involontario. Riducendo la velocità, l'ancora galleggiante rende la nave più facile da controllare in caso di maltempo e aiuta a prevenire una eventuale impennata della prua.
Un dispositivo alternativo all'ancora galleggiante è l'ancora marina, un'ancora molto più grande che viene trascinata dalla prua. Il vantaggio dell'ancora marina è che la prua di un'imbarcazione è invariabilmente più sottile della poppa, offrendo così un'esperienza più sicura e semplice in caso di tempesta. Sia l'ancora galleggiante che l'ancora marittima sono dotate di funi di rinvio per facilitare il recupero dell'ancora dopo il dispiegamento.